# Neoalcis latifasciaria
Neoalcis latifasciaria är en fjärilsart som beskrevs av Alpheus Spring Packard 1873. Neoalcis latifasciaria ingår i släktet Neoalcis och familjen mätare. Inga underarter finns listade i Catalogue of Life.